# Colvin Taluqdars' College
Il Colvin Taluqdars 'College di Lucknow è una delle più antiche scuole private in India.

## Storia
Sir Auckland Colvin, tenente governatore delle province del Nord Ovest, mentre prestava servizio come tenente governatore di Avadh e Agra nel 1889, concepì l'idea di una scuola con l'obiettivo di impartire istruzione ai bambini degli amministratori britannici e all'aristocrazia terriera nota come Taluqdars . La classe dei "rioni", fondata nel 1884, costituì il nucleo per l'istituzione del Collegio di Taluqdars. Il primo preside fu Henry George Impey Siddons, figlio di un capitano dell'esercito indiano, che si laureò a Oxford e tornò in India per insegnare. Dal 1875 al 1884 era stato primo preside, poi preside, del Muhammadan Anglo-Oriental College, Aligarh, ricoprendo successivamente altri incarichi di insegnamento in India.
Solo quando gli inglesi lasciarono l'India nel 1947, aprì le sue porte al grande pubblico. A quel tempo, insieme a Rajkumar College, Raipur, Aitchison College a Lahore e Mayo College ad Ajmer, aveva acquisito la reputazione di scuola superiore nelle pianure indiane. Il governatore dello stato dell'Uttar Pradesh è il patrono del Collegio. Lord Minto visitò Colvin durante il suo grande "Darbar Day" nel novembre 1908.

## Formazione scolastica
La scuola è affiliata al Council for the Indian School Certificate Examination, New Delhi nel 1980 e riconosciuta dal consiglio Uttar Pradesh nel 1948. Studiosi diurni e pensionanti studiano a Colvin, che non ha affiliazioni religiose. La scuola ha una biblioteca e un laboratorio di accesso ai media online.

## Ostelli
Tre ostelli dei ragazzi, Avadh, Anjuman e Hind, hanno dormitori in grado di ospitare circa 300 studenti ciascuno. Il precedente Raja di Balrampur, Maharaja Bahadur Sir Bhagwati Prasad Singh, il Raja di Shivgarh e Raja di Daryabad, contribuirono alla costruzione degli ostelli, intorno al 1930. L'ostello Anjuman rimane operativo con 60 posti per studenti.

## Case e confraternite
Il Collegio ha cinque case: Ajanta (giallo), Nalanda (blu navy), Sanchi (magenta), Taxila (azzurro) e Ujjain (zafferano). Gli studenti sono assegnati a una di queste cinque case, che prendono il nome dai cinque centri di istruzione nell'antica India.

## Il giorno del Darbar
L'annuale giornata sportiva e degli ex studenti del college si chiama Darbar Day, celebrata ogni dicembre. È il culmine di una settimana di festeggiamenti che includono eventi sportivi e attività tra ex studenti e studenti attuali. L'ospite principale d'onore nel 2007 è stata Sheila Dikshit, ex primo ministro di Delhi . Nel 2009 l'evento è stato presieduto da Atul Kumar Gupta, segretario capo del governo dell'Uttar Pradesh e da un alunno, mentre Banwari Lal Joshi, il governatore dell'Uttar Pradesh e il patrono del college sono stati gli ospiti principali. Nel 2010 Khalid Hameed, Amministratore delegato del London International Hospital, ha presieduto la funzione, seguito dal paroliere Javed Akhtar nel 2011 e nel 2015 il sig. APJ Abdul Kalam è stato il principale ospite.